# Dryocoetes villosus villosus
Dryocoetes villosus villosus é uma subespécie de insetos coleópteros polífagos pertencente à família Curculionidae.
A autoridade científica da subespécie é Fabricius, tendo sido descrita no ano de 1792.
Trata-se de uma subespécie presente no território português.